# Simaetha leucomelas
Simaetha leucomelas är en spindelart som först beskrevs av Tord Tamerlan Teodor Thorell 1891.  Simaetha leucomelas ingår i släktet Simaetha och familjen hoppspindlar. Inga underarter finns listade i Catalogue of Life.